# Real Estate
Real Estate är ett amerikanskt indierockband från Ridgewood, New Jersey. Den tidigare gitarristen Mathew Mondanile har fått viss uppmärksamhet med ett soloprojekt kallat Ducktails.

## Diskografi

### Studioalbum
- 2009 – Real Estate
- 2011 – Days
- 2014 – Atlas
- 2017 – In Mind
- 2020 – The Main Thing

### EP-skivor
- 2009 – Reality
- 2021 – Half a Human

### Singlar
- 2009 – Fake Blues / Pool Swimmers
- 2009 – Suburban Beverage / Black Lake & Old Folks
- 2010 – Out of Tune / Reservoir
- 2011 – It's Real / Blue Lebaron
- 2012 – Easy / Exactly Nothing
- 2014 – Talking Backwards / Beneath the Dunes
- 2014 – The Chancellor / Recreation